# Emil von Rappard
Emil von Rappard (* 26. November 1863 in Aplerbeck; † 26. September 1914 in Sandfontein, Namibia) war ein deutscher Major innerhalb der Schutztruppe von Deutsch-Südwestafrika.
Emil von Rappard kam aus dem Adelsgeschlecht von Rappard, welches der Überlieferung zufolge dem schweizerischen Uradel entstammte, dessen Stammvater Johann Heinrich Rappard (geboren 1410 oder 1415) aus Rapperswil im Kanton St. Gallen war. In Preußen wurde die Familie 1791 geadelt.
Nach seiner Ankunft in Deutsch-Südwestafrika erkundete Emil von Rappard zunächst die Namib und publizierte hierüber Berichte.
Emil von Rappard war Ehrenritter des Johanniterordens.
Als die südafrikanische Armee zusammen mit englischen Kräften im Verlauf des Ersten Weltkrieges in Südwestafrika Mitte September 1914 den Oranje auf breiter Front überschritten hatte und zum Teil ganze 20 km auf deutsches Gebiet vorgedrungen war, zog die Schutztruppe in kurzer Zeit alle in dieser Region zur Verfügung stehenden  Kompanien zusammen, um einen Gegenangriff starten zu können. Vom 26. September bis 29. September 1914 kam es infolgedessen zur Schlacht bei Sandfontein.
Im Verlauf der Schlacht befehligte Major von Rappard das 1. Feldbataillon der Schutztruppe und stellte die Südafrikaner und Engländer von Süden her, während das 2. Feldbataillon unter Major Victor Franke die Ostflanke, sowie das 3. Feldbataillon unter Major Ritter die Westflanke des südafrikanisch-englischen Verbandes attackierte.
Von Rappard fand am ersten Tag der Schlacht während eines Gefechtes mit englischen Truppen den Tod. Er wurde in Südwestafrika bestattet.